# Belle-Église
 Belle-Église  là một xã thuộc tỉnh Oise trong vùng Hauts-de-France phía bắc Pháp. Xã này nằm ở khu vực có độ cao trung bình 49 mét trên mực nước biển.